# Macrogryllus ephippium
Macrogryllus ephippium är en insektsart som först beskrevs av Henri Saussure 1877.  Macrogryllus ephippium ingår i släktet Macrogryllus och familjen syrsor.

## Underarter
Arten delas in i följande underarter:
- M. e. ephippium
- M. e. vespertinus